# Carl Budtz Møller
Carl Budtz Møller (født 19. juli 1882 i Rødby, død 5. april 1953 i København) var en dansk maler uddannet først i malerlære 1897-1900, derefter på Kunstakademiet hos August Jerndorff, Otto Bache og Frants Henningsen i perioden 1900-06.
Carl Budtz Møller medvirkede i restaureringen af kalkmalerier i landets kirker fra 1901-06 for Nationalmuseet. Budtz Møller fik i de tidlige år en række udsmykningsopgaver og arbejdede derudover for kunstindustrien, blandt andet gennem sin lærervirksomhed ved Kunsthåndværkerskolen på Teknisk Skole i København fra 1908-30.
Budtz Møller havde en meget stor produktion at malerier, hvoraf mange skildrer italiensk folkeliv og kirkeinteriører. Der spores her en vis påvirkning fra Kristian Zahrtmann, både med hensyn til kolorit og motivvalg. I hans produktionen indtager landskabsbilleder fra Jylland og især fra Bornholm en stor plads. Her ses et noget mere afdæmpet farvevalg. Budtz Møller anså selv sine stemningsbilleder af den danske natur, som for eksempel Den blå time, for at være det mest typiske for sin produktion.

## Hæder
- 1907, 1914 K.A. Larssens og Hustru L.M. Larssens født Thodbergs Legat
- 1908 Akademiet
- 1914 Den Hielmstierne-Rosencroneske Stiftelse
- 1920 Det Classenske Fideicommis

| - Værker af Carl Budtz-Møller - En kvinde fodrer en påfugl, 1908 - Skovparti ved Pompeji, 1909 - Unge piger i sommerlandskab, 1909 - Hvilende bønder i Anticoli (en), 1912 - Køer på engen under høj himmel, 1913 - Engparti med åløb, i baggrunden græsende køer, 1915 |

| - Interiør fra en vinterhave med blomster og kaktus, 1915 - Aftenstemning i en dansk provinsby, 1916 - Andagt i Sacro Speco, Subiaco (en), 1920 - Fiskerbåde på stranden, Gudhjem, 1928 - Stubmøllen i Svaneke i bygevejr, 1928 |